# Deltorhinum vazdemelloi
Deltorhinum vazdemelloi är en skalbaggsart som beskrevs av François Génier 2010. Deltorhinum vazdemelloi ingår i släktet Deltorhinum och familjen bladhorningar. Inga underarter finns listade i Catalogue of Life.